# 農場領主制
農場領主制（のうじょうりょうしゅせい、独:グーツヘルシャフト（Gutsherrschaft））とは、地主貴族である領主（ドイツではユンカーと呼ばれる）が自由農民を農奴化し、その賦役労働によって輸出用穀物の生産を直接行う経営形態ないしは領主制度のことである。

## 概要
大航海時代に端を発する世界の一体化によって西ヨーロッパで穀物需要が増加し、資本主義的生産が発展したのに伴い、16世紀以降、エルベ川以東のプロイセンで特に発達した。ここでは、同じ時期に農奴が解放されていった西ヨーロッパとは対照的な動きを示し、中世における農奴制とは区別して再版農奴制あるいは農奴制の強化と呼ぶ場合がある。プロイセン王国では、ナポレオン戦争中の19世紀初頭にハインリヒ・フリードリヒ・フォン・シュタインとカール・アウグスト・フォン・ハルデンベルクの自由主義改革によって法的には廃棄された。
ロシア帝国では、アレクサンドル2世による1861年の農奴解放令を待たなければならなかった。